# Честертон (Індіана)
Честертон (англ. Chesterton) — місто (англ. town) в США, в окрузі Портер штату Індіана. Населення — 14 241 особа (2020).

## Географія
Честертон розташований за координатами 41°35′59″ пн. ш. 87°3′18″ зх. д. / 41.59972° пн. ш. 87.05500° зх. д. (41.599826, -87.054994).  За даними Бюро перепису населення США в 2010 році місто мало площу 24,46 км², з яких 24,17 км² — суходіл та 0,29 км² — водойми.

### Клімат
| Клімат : Честертон    | Клімат : Честертон | Клімат : Честертон | Клімат : Честертон | Клімат : Честертон | Клімат : Честертон | Клімат : Честертон | Клімат : Честертон | Клімат : Честертон | Клімат : Честертон | Клімат : Честертон | Клімат : Честертон | Клімат : Честертон | Клімат : Честертон |
| Показник              | Січ.               | Лют.               | Бер.               | Квіт.              | Трав.              | Черв.              | Лип.               | Серп.              | Вер.               | Жовт.              | Лист.              | Груд.              | Рік                |
| Середній максимум, °C | −0,8               | 1,6                | 8,3                | 15,6               | 21,9               | 26,9               | 28,6               | 27,3               | 23,9               | 17,6               | 9,7                | 1,9                | 15,2               |
| Середній мінімум, °C  | −9,8               | −7,9               | −1,8               | 3,6                | 9,1                | 14,2               | 16,8               | 15,7               | 12,1               | 6,1                | 0,6                | −6                 | 4,4                |
| --------------------- | ------------------ | ------------------ | ------------------ | ------------------ | ------------------ | ------------------ | ------------------ | ------------------ | ------------------ | ------------------ | ------------------ | ------------------ | ------------------ |
| Джерело:              |                    |                    |                    |                    |                    |                    |                    |                    |                    |                    |                    |                    |                    |

## Демографія
Згідно з переписом 2010 року, у місті мешкало 13 068 осіб у 5029 домогосподарствах у складі 3554 родин. Густота населення становила 534 особи/км².  Було 5354 помешкання (219/км²).
Расовий склад населення:
| - 92,7 % — білих - 2,1 % — азіатів - 1,4 % — чорних або афроамериканців - 0,3 % — корінних американців - 1,8 % — осіб інших рас |

До двох чи більше рас належало 1,7 %. Частка іспаномовних становила 6,9 % від усіх жителів.
За віковим діапазоном населення розподілялося таким чином: 26,5 % — особи молодші 18 років, 62,2 % — особи у віці 18—64 років, 11,3 % — особи у віці 65 років та старші. Медіана віку мешканця становила 37,8 року. На 100 осіб жіночої статі у місті припадало 94,8 чоловіків;  на 100 жінок у віці від 18 років та старших — 91,0 чоловіків також старших 18 років.
Середній дохід на одне домашнє господарство  становив 90 734 долари США (медіана — 71 892), а середній дохід на одну сім'ю — 103 007 доларів (медіана — 84 122). Медіана доходів становила 74 160 доларів для чоловіків та 38 397 доларів для жінок. За межею бідності перебувало 8,7 % осіб, у тому числі 14,9 % дітей у віці до 18 років та 1,6 % осіб у віці 65 років та старших.
Цивільне працевлаштоване населення становило 6692 особи. Основні галузі зайнятості: освіта, охорона здоров'я та соціальна допомога — 25,6 %, виробництво — 21,3 %, науковці, спеціалісти, менеджери — 10,0 %, роздрібна торгівля — 9,7 %.